# Universidad de Ciencias Médicas de Isla de la Juventud
La Universidad de Ciencias Médicas de Isla de la Juventud (también llamada Facultad de Medicina de Isla de la Juventud) es una universidad de medicina localizada en la Isla de la Juventud, Cuba. Fue fundada en 2007. 

## Facultades
Se encuentra dividida en cuatro facultades: 
- Medicina
- Estomatología
- Licenciatura en Enfermería
- Tecnologías de la Salud